# Једњак
Једњак или езофагус (лат. oesophagus/esophagus) је мишићно слузокожни орган, цевастог облика који припада систему органа за варење. Једњак транспортује храну од ждрела до желуца.

## Особине
Једњак је дугачак 22-25 cm, почиње настављањем на ждрело и завршава се у желудачном отвору за једњак (лат. cardia). Завршни отвор једњака удаљен је око 42 cm од почетка усне дупље. Пречник једњака је око 2 cm (кад храна пролази кроз њега), али је на неким местима и мањи. Када је празан спљоштеног је облика и његов канал је затворен.
Једњак пролази кроз врат, грудни кош и трбух, па је и подељен на та три дела. Пут једњака није праволинијски већ гради кривине и сужења. У сегиталној равни је конкаван према напред, јер у горњем делу прати кривину кичменог стуба, а у доњем гради кривину око лука аорте, која пролази испред грдног дела једњака.
У фронталној равни такође гради 3 кривине. У вратном и горњем грудном делу налази се са леве стране, затим се у грудном делу враћа у средњу линију и прелази на десну страну, док се у доњем грудном делу поново враћа на леву страну.
Пошто је једњак грађен само од мишићног, везивног ткива и слузокоже релативно је меканог састава и на месту контакта са другим органима гради одговарајућа сужења (лат. angustitiae esophagi). Горње сужење се зове још и крикоидно (лат. angustitia cricoidea) јер је гркљан у овом делу потиснут прстенастом хрскавицом (лат. cartilago cricoidea) гркљана. Ово сужење налази се на самом почетку једњака, а његов пречник је овде око 14 mm. У средњем делу једњака налази се друго сужење, аортикобронијално сужење (лат. angustitia aorticobronchialis), изазвано притиском лука аорте и левог главног бронха (душнице), које пролазе испред њега. Овде је калибар једњака око 16-17 mm. У доњем делу једњака приликом проласка кроз дијафрагму (пречагу), настаје и треће сужење једњака, дијафрагматично сужење (лат. angustitia diaphragmatica). Једњак је овде широк око 15-17 mm.

## Подела и односи
Једњак је подељен на вратни, грудни и трбушни део.
- Вратни део, је почетни део и од манубријума грудне кости прелази у грудни део. Дужне је око 5 cm. Између једњака и преткичмених мишића налази се ретроезофагеални простор, који омогућава покрете једњака при гутању. Испред једњака је душник, а између једњака и душника пролазе повратни гркљански живци (лат. n. laringeus recurrens). Бочно леже режњеви штитне жлезде, каротидне артерије, унутрашње југуларне вене и оба живца вагуса (сваки са по једне стране).
- Грудни део једњака, је дуг око 15-20 cm и то је његов најдужи део. Подељен је на горњи и доњи грудни део.
  - Горњи грудни део, се налази у горњем средогруђу (медијастинуму). Овај део се налази иза душника и изнад лука аорте. Леви главни бронх притиска једњак са предње стране и ствара на њему средње сужење. Између задње стране једњака и кичменог стуба, са мишићима налази се ретроезофагеални простор. Задњу страну укршта грудни лимфни канал (лат. ductus thoracicus). Леву страну једњака додирује лук аорте, ствара на њему средње сужење и потискује га удесно. Са леве стране једњака налази се лева заједничка каротидна артерија, такође овом страном у жлебу између једњака и душника пролази и леви повратни гркљански живац. Лева страна једњака додирује и леву плућну марамицу. Десна страна једњака се налази иза душника и додирује десну плућну марамицу. У околини једњака се налазе бројни паратрахеални лимфни чворови.
  - Доњи грудни део, налази се испод рачве душника и иза срчане марамице, тако да је са предње стране прекривен њом и преко ње додирује леву преткомору и комору срца. Десна плућна артерија такође пролази испред једњака нешто изнад срчане марамице. У доњем делу предњом страном једњака силази леви живац вагус, док десни вагус силази задњом страном једњака. Аортни лук се подвлачи испод једњака и прелази на његову задњу страну. У нивоу дијафрагме грудна аорта је сасвим позади једњака. Задња страна једњака је и у контакту са грудним лимфним каналом и веном азигос.
- Трбушни део, почиње отвором дијафрагме (пречага) кроз који пролази једњак (лат. hiatus asophageus). Овај део је кратак, 2-4 cm, левкастог облика и обухваћен је мишићима пречаге, која имају улогу сфинктера (затварача) једњака. Завршава се ушћем у желудац (лат. ostium cardiacum).

## Грађа једњака
Зид једњака је изграђен из 3 слоја.
- Везивни слој (лат. tunica adventitia), је спољашњи слој који лабаво везије једњак за околне структуре. Овај слој грађен је претежно из везивног ткива.
- Мишићни слој (лат. tunica muscularis), је средњи слој зида. Споља се налазе уздужна мишићна влакна, а унутра кружна. У горој трећини једњака су мишићна влакна попречно-пругаста, а у доње 2/3 глатка.
- Слузокожа једњака (лат. tunica mucosa), је унутрашњи слој. Сачињена је од плочасто-слојевитог епитела, и уздужно је наборана.

## Крвни судови и живци једњака
- Артерије једњака су мале, многобројне и одвајају се из суседних већих артерија. Горње гране за једњак долазе и доње штитне артерије (лат. a. thyroidea inferior), средње гране се издвајају из грудне аорте, доње гране потичу из артерија дијафрагме (лат. a. phrenica superior et inferior), док је трбушни део снабдевен из леве желудачне артерије (лат. a, gastrica sinistra). Артерије једњака образују међусобно бројне спојеве (анастомозе).
- Вене једњака образују подслузокожне и периезофагеалне спојеве, а затим се уливају у веће околне вене. Вене грудног дела завршавају се у бронхијалне, међуребарне вене, а трбушног дела се у левој желудачној вени.
- Горње попречно-пругасти мишић једњака инервише повратни гркљански живац и живчани сплет ждрела (лат. plexus pharingeus). Доњи гладак мишић инервише парасимпатички вагус, а симпатички гране симпатичког стабла и грудних и доњег вратног ганглиона.

## Поремећаји
- Рефлукс желудачног сока
- Ахалазија
- Рак једњака
- Дивертикулуми једњака
- Езофагеално-трахеална фистула
- Варикси једњака
- Перфорација једњака
- Запаљење једњака (езофагитис)
- Моторни поремећаји једњака